# Hormetica pustulata
Hormetica pustulata är en kackerlacksart som beskrevs av Morgan Hebard 1929. Hormetica pustulata ingår i släktet Hormetica och familjen jättekackerlackor.
Artens utbredningsområde är Venezuela. Inga underarter finns listade i Catalogue of Life.